# Leard Sadriu
Leard Sadriu (ur. 22 kwietnia 2001 w Uroševacu) – kosowski piłkarz, były członek kosowskich reprezentacji U-17, U-19, U-21 oraz reprezentacji Kosowa.